# Перч Прошян
Перч Прошян (вірм. Պերճ Պռոշյան; 1837—1907) — вірменський письменник-романіст, журналіст поет і педагог.

## Біографія
Перч Прошян народився 3 червня 1837 року в місті Аштарак; освіту здобув в  Тифліській нерсесьянскій духовній семінарії (згідно з Веселовським Ю. О).
На початку 1860-х років П. Прошян став членом редакції журналу «Крунк»; в 1860 році з'явився його перший роман «Сос і Вартітер», написаний під впливом твору «Ран Вірменії» Х. Абовяна на аштаракскому діалекті (згідно Літературна енциклопедія, (1929—1939), і викликав до себе загальну увагу.
У 1872 році став працювати в щойно заснованій газеті «Мшак» («Працівник»), але незабаром звільнився через принципові розбіжності з редактором  Григором Арцруні.

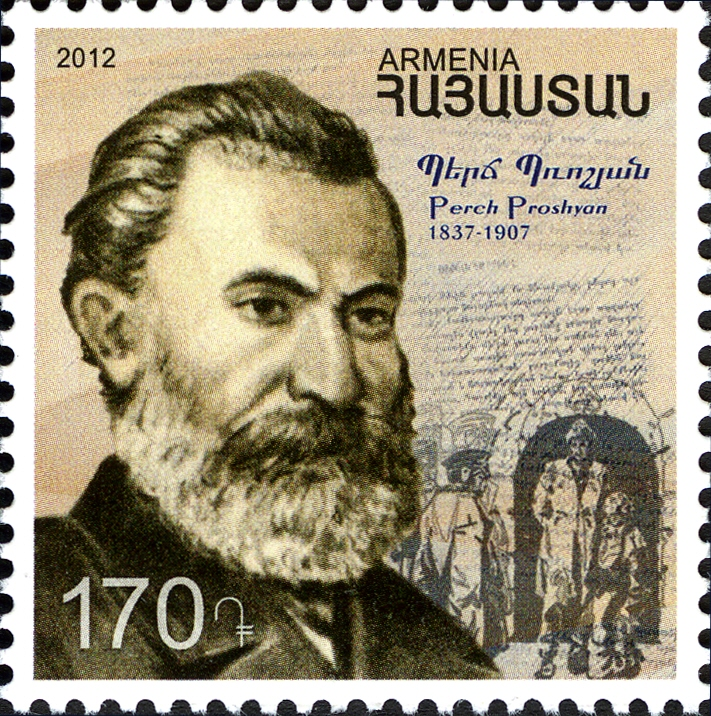
Поштова марка Вірменії

У 1877 році вступив до складу редакції одного з кращих вірменських журналів того часу «Порц» (виходив з 1876 по 1881 рр.).
Одночасно з цим Перч Прошян займався і педагогічною діяльністю (спершу в Шуші, потім в Тифлісі, пізніше став викладати  вірменську мову в нерсесьянській семінарії).
Захопившись ідеєю заснування постійного вірменського театру, Прошян в 1863 році, разом з артистом  М. О. Амрікяном, став на чолі драматичного гуртка, який залишив помітний слід в історії вірменської сцени.
Не раз Прошяну доводилося терпіти нужду, мало не голодувати, особливо в кінці 1860-х рр., Коли підступи недругів позбавили його місця, і він змушений був займатися фотографією, щоб заробити на прожиття.
Перч Прошян написав романи: «Через хліб», «Яблуко розбрату», «Шаген», «Цецер» (1889), багато оповідань і повістей, публіцистичних статей, перекладів і т. ін. Головна сфера спостережень Прошяна — селянська середовище; він знає, як ніхто, життя вірменської села і описує його з гуманним почуттям і видимої симпатією до народу. Його можна назвати романістом-етнографом; в романах «Сос і Вартітер» і «Через хліб» описані майже всі сільські свята, польові роботи, збір податей, сільський сход, народні ігри.
В кінці  XIX на сторінках « Енциклопедичного словника Брокгауза і Ефрона» російський критик  Ю. А. Веселовський дав наступну оцінку творчості письменника:
«П. не закриває очі на темні сторони селянського життя, виводить куркулів, шинкарів, експлуататорів, шахраюватих старост і заправил громади, але, поряд з цим, в ранніх творах Прошяна помітна іноді деяка схильність до ідеалізації і сентиментальності. Твори Прошяна написані дуже картинною і виразною, іноді істинно-поетичною нововірменською мовою.»
Перч Прошян помер 23 листопада 1907 року в місті Баку.
Його син Прош (1883—1918) став лівим есером, в 1918 році обіймав посаду наркома пошти і телеграфу РРФСР.